# Kharmi
Kharmi (nep. खार्मी) – gaun wikas samiti we wschodniej części Nepalu w strefie Sagarmatha w dystrykcie Khotang. Według nepalskiego spisu powszechnego z 2001 roku liczył on 767 gospodarstw domowych i 4064 mieszkańców (2130 kobiet i 1934 mężczyzn).